# Rougail
El rougail (/ʀugɛl/) es una preparación culinaria originaria de las islas Mascareñas (La Reunión y Mauricio) a base de tomate, chiles, cebolla, jengibre y sal picados, machacados o triturados para formar una pasta o salsa espesa. Hay muchas variantes del rougail. También hace referencia varios platos que se cocinan con esta misma mezcla, como el rougail saucisse («salchichas rougail»), el rougail crevette («gambas rougail») o el rougail morue («bacalao rougail»). 
Por lo general es muy picante, pues a la mezcla se le añade chile. La variedad más común de chile en La Reunión es el piment oiseau («chile de ave» o chile martín, de la especie Capsicum frutescens). También se le puede agregar hoja de curry o jugo de lima kafir.
Su nombre original proviene de ouroukaille, que en lengua tamil significa «fruta verde» o «chile». El tamil es una de las lenguas habladas en las islas, aunque de origen indio. Reunión recibe mucha influencia cultural de la India; según los historiadores, más de 120.000 indios desembarcaron en Reunión en el siglo XIX, reemplazaron a los esclavos negros en los campos de caña de azúcar. En la actualidad, este grupo étnico se hacen llamar malbares. Otra preparación importada por los indios es el curry.

## Variantes del rougail

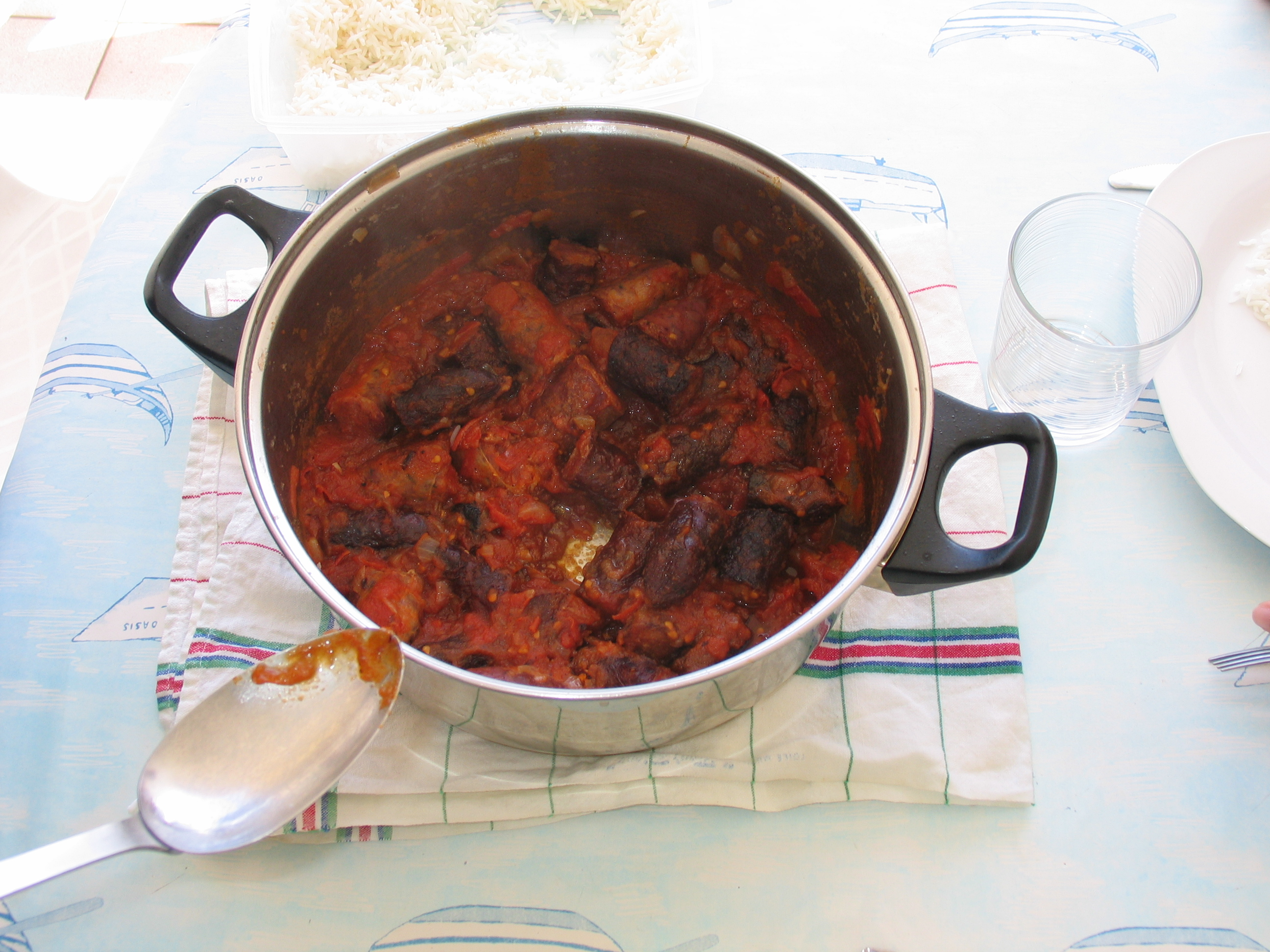
Rougail saucisse.

Una variante popular es el rougail dakatine, elaborado con manteca de cacahuete. Pero también se pueden encontrar rougail oignons («cebollas rougail»), rougail citrons («limones rougail»), rougail concombres («pepinos rougail»), rougail bilimbi («bilimbinas rougail»), rougail tamarin («tamarindo rougail»), rougail pomme («manzanas rougail», de la variedad Granny Smith) o rougail mangue («mango rougail»).
Otra variante es el rougail pilon («mortero rougail»), una mezcla de fruta y verdura fresca como tomates, mangos, berenjena y/o pistachos. Primero, se sazonan los ingredientes. Luego, se machacan a mano en el mortero, de ahí su nombre.
Tanto en Mauricio como en La Reunión, se usa el rougail con curry (carry o cari) para elaborar el plato rougail saucisse, que es en realidad un carry de salchichas. El rougail es la guarnición fría del curry, que es un plato caliente.